# Армен Ашотян
Армен Геворгович Ашотя́н (вірм. Արմեն Գևորգի Աշոտյան, 25 липня 1975, Єреван) — колишній міністр освіти і науки Республіки Вірменія.

## Біографія
- 1992—1998 — навчався в Єреванському державному медичному університеті імені Мхітара Гераци за спеціальністю «лікувальна справа».

- 1998—2000 — клінічна ординатура того ж вищого навчального закладу за фахом судова медицина.
- 2000—2003 — захистив кандидатську дисертацію і здобув науковий ступінь кандидата медичних наук.
- 2005 — закінчив Московську школу політичних досліджень.
- 2007 — закінчив Московський державний інститут міжнародних відносин (МДІМВ) за спеціальністю менеджмент глобальних процесів.
- 1999—2000 — старший лаборант на кафедрі судової медицини Єреванського державного медичного університету.
- 2002—2006 — помічник ректора Єреванського державного медичного університету.
- 2005—2006 — радник ректора того ж університету на громадських засадах.
- 2003 — асистент кафедри біохімії Єреванського державного медичного університету.
- 2006 — доцент кафедри біохімії Єреванського державного медичного університету.
- 2005—2007 — депутат парламенту Вірменії третього скликання. Член постійної комісії з соціальних питань, з питань охорони здоров'я та охорони природи. Член Республіканської партії Вірменії.
- 12 травня 2007 року обраний депутатом парламенту Вірменії четвертого скликання. Член постійної комісії з питань Євроінтеграції.
- З вересня 2008 — голова постійної комісії з питань науки, освіти, культури, молоді і спорту.
- 13 травня 2009 року призначений міністром освіти і науки Республіки Вірменія.
- 16 червня 2012 року перепризначений на посаду міністра освіти і науки Республіки Вірменія.
- 8 травня 2013 року перепризначений на посаду міністра освіти і науки Республіки Вірменія.
- 26 квітня 2014 року перепризначений на посаду міністра освіти і науки Республіки Вірменія.

- 2004 — році випустив свій перший збірник віршів «ГОЛОС».
- 2007 — перший збірник авторських пісень «ЗА…».

З 1996 року брав участь у спортивному «Що? Де? Коли?»: був капітаном команди «Еребуні». З 2005 року — спонсор команди «РПА-ДАФ», чемпіона Вірменії 2005—2009 років, чемпіона Південного Кавказу 2005 року.
Указом Президента Республіки Вірменія від 28 грудня 2012 року нагороджений медаллю Мовсеса Хоренаци. Кандидат медичних наук, офіцер запасу ЗС РВ.
У 1999—2003 роках був головою молодіжного парламенту ЕГМУ, у 2003—2005 роках — головою молодіжної організації РПВ.
У жовтні 2010 року Армен Ашотян нагороджений почесним орденом Російсько-Вірменського (Слов'янського) університету «за ефективну політичну діяльність, за новаторську діяльність у сфері освіти, за творчий і неординарний підхід до вирішення завдань, що стоять перед наукою і освітою, а також за постійну підтримку РАУ».
Армен Ашотян є автором двох десятків наукових праць та статей.
Віце-голова РПА, член Виконавчої ради РПА.
Одружений, має 2-х дітей.

## Нагороди
- Медаль «За заслуги перед Вітчизною» 2 ступеня (28.12.2015)[1].
- Медаль Мовсеса Хоренаці (28.12.2012)[2].
- Офіцер ордена Академічних пальм (27.11.2015).

Нагороджений медаллю «Гарегін Нжде» ЗС РВ, медалями Поліції «За співпрацю» і «Захисник закону», золотою медаллю Міністерства спорту і у справах молоді, золотою медаллю мерії міста Єревана, удостоєний почесної премії МЗС Румунії.